# Jazzmarr Ferguson
Jazzmarr Ferguson (Louisville, Kentucky, 22 de marzo de 1989) es un baloncestista estadounidense que actualmente juega en las filas del Saint-Vallier Basket Drôme de la NM1, la tercera división francesa. Con 1,85 metros de estatura, juega en la posición de base. 

## Trayectoria deportiva

### Universidad
Jugó durante cuatro temporadas con los Grenadiers de la Universidad del Sudeste de Indiana de la NAIA, en las que promedió 16,7 puntos, 3,3 rebotes, 4,0 asistencias y 1,7 robos de balón por partido. En su última temporada fue elegido All-American por la NABC y por la NAIA, además de ser jugador del año de la Kentucky Intercollegiate Athletic Conference.
Acabó su carrera universitaria como máximo anotador en la historia de los Grenadiers, con 2042 puntos, siendo el único en sobrepasar la cifra de los 2000. En 2010 anotó 46 puntos ante Mid-Continent, y en ese partido logró 10 triples, que también es récord de la institución.

### Profesional
Tras no ser elegido en el Draft de la NBA de 2011, en el mes de septiembre firmó su primer contrato profesional con los Moncton Miracles de la NBL canadiense, donde jugó una temporada en la que promedió 10,0 puntos y 3,4 asistencias por partido.
Tras una temporada en la South East Australian Basketball League, una liga semiprofesional australiana, en agosto de 2013 fichó por el Fulgor Libertas Forlì de la Legadue italiana, donde jugó una temporada como titular en la que promedió 17,6 puntos y 2,7 asistencias pro encuentro.
En julio de 2014 asciende a la Serie A italiana al fichar por una temporada por el Vanoli Cremona. Allí disputó una temporada saliendo desde el banquillo, en la que promedió 8,2 puntos y 1,9 rebotes por partido. Al año siguiente regresa a la Serie A2 al firmar con el Pallacanestro Biella, donde promedió 22,9 puntos y 3,8 asistencias, acabando como segundo máxmo anotador de la liga, sólo superado por Bryon Allen de los Roseto Sharks.
La temporada la acabó en el Pallacanestro Mantovana, aunque comprometiéndose a regresar la temporada siguiente a Biella. A su regreso completó dos grandes temporadas, acabando en ambas entre los máximos anotadores de la liga, promediando 20,1 y 21,2 puntos por partido respectivamente.
En julio de 2018 se comprometió con el también equipo italiano de la Serie A2, el Scaligera Verona.
Durante la temporada 2019-20, jugaría en las filas el Unione Cestistica Casalpusterlengo de la Serie A2.
En verano de 2020, se marcha a Grecia para jugar en las filas del Charilaos Trikoupis B.C. de la A1 ethniki, el primer nivel del baloncesto griego.
El 24 de diciembre de 2020, es cortado como jugador del Charilaos Trikoupis B.C. de la A1 Ethniki, con el que había comenzado la temporada 2020-21.
El 26 de diciembre de 2020, firma por el Enosis Neon Paralimni B.C. de la Primera División de baloncesto de Chipre.